# Montesquieu (Lot-et-Garonne)
Montesquieu é uma comuna francesa na região administrativa da Nova Aquitânia, no departamento de Lot-et-Garonne. Estende-se por uma área de 25,53 km². Em 2010 a comuna tinha 787 habitantes (densidade: 30,8 hab./km²).